# Čelovce (powiat Preszów)
Čelovce – wieś (obec) na Słowacji położona w kraju preszowskim, w powiecie Preszów. Pierwsze wzmianki o miejscowości pochodzą z roku 1355.
Według danych z dnia 31 grudnia 2010, wieś zamieszkiwało 306 osób, w tym 145 kobiet i 161 mężczyzn.
W 2001 roku pod względem narodowości i przynależności etnicznej Słowacy stanowili 99,64% populacji, a Czesi 0,36%.
Ze względu na wyznawaną religię struktura mieszkańców kształtowała się w 2001 roku następująco:
- Katolicy rzymscy – 66,90%
- Ewangelicy – 33,10%